# Панонски Словени
Панонски Словени су Словени који су се током раног средњег века населили на ширем подручју тада већ бивше римске покрајине Паноније (западни део данашње Мађарске и северни делови данашње Хрватске и Србије). Досељавање словенских племена на панонске просторе започело је у 6. веку, односно у време када је највећи део Панонске низије потпао под власт Аварског каганата. У првој половини 7. века, део Панонских Словена нашао се у саставу Самове државе, која се распала под ударима Франака и Авара. Све до краја 8. века, већина Панонских Словена остала је под врховном влашћу Авара, а потом су током франачко-аварских ратова потпали под врховну власт Франачког царства.
Током 9. века, на ширем подручју Паноније су изван подручја под непосредном франачком влашћу створене и посебне словенске државе, које су биле у вазалном односу према франачким владарима. Тако је у јужним панонским областима, око средњег тока реке Саве створена Посавска кнежевина, док је у областима северно од реке Драве створена Балатонска кнежевина. Средином 9. века, Панонски Словени су били обухваћени деловањем Моравско-панонске мисије, када је довршен и процес њихове христијанизације. Најпознатији владари Панонских Словена били су кнезови Људевит, Ратимир, Прибина, Коцељ и Браслав.
Средином друге половине 9. века, на северни део Панонских Словена накратко се проширила власт Великоморавске кнежевине. Крајем 9. века, у Панонију су почели да продиру Мађари, који су временом успоставили своју власт на ширем простору Панонске низије. Током 10. и 11. века, већина Панонских Словена је постепено потпала под мађарску власт. У то време је започео и процес њихове постепене мађаризације, који је био посебно изражен у северним областима Паноније, док је на подручјима јужно од реке Драве био знатно слабији. На том простору је почетком 13. века у оквиру Краљевине Угарске створена Бановина Славонија, која је временом уздигнута на степен краљевине (лат. Regnum Sclavoniae).
Трагови племенске и језичке посебности Панонских Словена очувани су у културном и лингвистичком наслеђу становништва Панонске низије. Као потомци Панонских Словена, становници средњовековне Славоније (стари Славонци) очували су своју народну посебност све до раног нововековног раздобља, када су потпали под удар хрватизације.